# 陝西省テレビ塔
陝西省テレビ塔（せんせいしょうテレビとう、陕西广播电视塔）は、中華人民共和国陝西省西安に位置する、高さ245mの塔である。1987年に建てられた。

## 公共交通
- 西安地下鉄2号線・8号線の電視塔駅